# Sapho orichalcea
Sapho orichalcea là loài chuồn chuồn trong họ Calopterygidae. Loài này được McLachlan mô tả khoa học đầu tiên năm 1869.